# Boxers de Bordeaux
Die Boxers de Bordeaux sind eine französische Eishockeymannschaft aus Bordeaux, welche 1974 las Dogues de Bordeaux gegründet wurde und seit 2015 in der Ligue Magnus, der höchsten französischen Eishockeyliga, spielt.

## Geschichte
Der Verein wurde 1974 gegründet. Unter dem Namen Dogues de Bordeaux spielte die Eishockeymannschaft in ihrer Anfangszeit unterklassig, vor allem in der viertklassigen Division 3. Mit zwei aufeinander folgenden Aufstiegen 1985 und 1986 gelang der Durchmarsch über die Division 2 in die zweitklassige Division 1. Mit einem vierten Platz in der Hauptrunde gelang Bordeaux dort auf Anhieb der Klassenerhalt, ehe die Dogues in der Saison 1987/88 erstmals den Aufstieg in die Ligue Magnus, die höchste französische Spielklasse, erreichten. Nach dem Aufstieg wurde der Name der Profimannschaft nach Eingliederung in den Sportverein Girondins Bordeaux in Girondins de Bordeaux geändert und man verbesserte sich in jedem der folgenden drei Jahre, jedoch musste sich die Mannschaft 1991 aus finanziellen Gründen in die Division 1 zurückziehen. Dort sicherte sich Bordeaux 1992 den Zweitligameistertitel, jedoch verschlechterte sich die finanzielle Situation des Vereins, der in Konkurs ging und statt des direkten Wiederaufstieg in die Ligue Magnus unter dem Namen Aquitains de Bordeaux wieder in der viertklassigen Division 3 beginnen musste. In den ersten beiden Jahren als Aquitains gelang der direkte Durchmarsch in die Division 1, in der man sich in der Saison 1994/95 den Klassenerhalt sicherte.
Zur Saison 1995/96 knüpfte man an die Tradition des Vereins an und übernahm wieder den ursprünglichen Namen Dogues de Bordeaux. Die Dogues erreichten sofort den Aufstieg in die Ligue Magnus, in der sie in den folgenden beiden Jahren jeweils das Playoff-Viertelfinale erreichten. In der Saison 1998/99 geriet der Verein erneut in finanzielle Schwierigkeiten und ging erneut in Konkurs. Den zweiten Neustart begann die Mannschaft als Boxers de Bordeaux erneut in der Division 3, in der sie auf Anhieb in die Division 2 aufstieg. Erst 2006 gelang die Rückkehr in die Division 1. Seit dem Wiederaufstieg in die Division 1 kam Bordeaux zunächst nicht über das Playoff-Halbfinale hinaus. 2015 gelang dann nach 16 Jahren die Rückkehr in die Ligue Magnus.

## Erfolge
- Aufstieg in die Division 2: 1985, 1993, 2000
- Aufstieg in die Division 1: 1986, 1994, 2006
- Aufstieg in die Ligue Magnus: 1988, 1996, 2015

## Bekannte ehemalige Spieler
- Arnaud Briand
- Olivier Coqueux
- Fabrice Lhenry
- Serge Poudrier